# Szu Shian Men
El Szu Shian Men (en chino tradicional, 四象門; pinyin, sì xiàng mén) (cuyo significado es las Cuatro Dimensiones) es un estilo de arte marcial de origen chino. Es una rama del Shaolin que incorpora elementos del Wu Tang.

## Historia
Tiene su origen en la provincia china de Henán, al norte de China. Al principio, sólo lo usaban los miembros de la familia Wan, quienes lo enseñaban a sus descendientes. Más tarde, algunos conflictos dentro de la familia llevó a que algunos la abandonaran, difundiendo el estilo más allá del contexto familiar. En 1897 llega a Taiwán, difundido por un monje de apellido Wan aunque no ligado a la familia que dio origen al estilo.